# 相模金谷仮乗降場
相模金谷仮乗降場（さがみかねや/さがみかなやかりじょうこうじょう）は、かつて横須賀線の横須賀駅・衣笠駅間、神奈川県横須賀市金谷2丁目付近にあった仮乗降場である。

## 概要
横須賀線が1944年（昭和19年）に横須賀駅から久里浜駅まで延伸した後、周辺に存在した宿舎から横須賀鎮守府にあった横須賀海軍工廠への通勤客の便を図り、1945年（昭和20年）4月に現在の横須賀トンネルの衣笠側坑口付近、三浦高校の裏手付近へ仮乗降場が設置された。一般客の乗降は認められておらず、定期乗車券所持者のみ利用可能であった。隣の衣笠駅までは1km程しか離れておらず、1945年（昭和20年）8月の終戦と共に存在する理由を失い、開設から4ヶ月で廃駅となったとされる。横須賀線自体海軍などの要請によって建設された軍事路線であったが、相模金谷は純粋な軍事目的の存在と言える。
駅跡付近は線路用地が広くなっており、保線用の資材置き場に利用されている。プラットホーム跡は舗装され現在も残っている。

## 駅構造
単式ホーム1面1線を有した。仮乗降場ということもあってか、粗末な板張りのプラットホームがあるだけだったという。営業キロは設定されていなかった可能性が高く、開設・廃止の正確な日付も判然としないため、まさに「幻の駅」というべき存在である。

## 駅周辺
地形が山がちな横須賀市において比較的広い平地に立地し、北側の高台を含め、周囲はほとんど住宅地として利用されている。
- 三浦高等学校
- 神奈川県道27号横須賀葉山線（衣笠通り）

## 隣の駅
[当時]運輸省鉄道総局所管省営鉄道　横須賀線　
横須賀駅 - 相模金谷仮乗降場 - 衣笠駅